# Dietrich Bangert
Dietrich Bangert (né en 1942 à Berlin) est un architecte allemand.

## Biographie
Il est le fils de l'urbaniste et architecte Wolfgang Bangert.
Il étudie l'architecture à l'université de technologie de Darmstadt et à l'université technique de Berlin. Bangert travaille comme architecte indépendant depuis 1969 et dirige le bureau de la BJSS jusqu'en 1992 avec Bernd Jansen, Stefan Jan Scholz et Axel Schultes. Il est professeur invité à l'école d'architecture de l'université de Syracuse de 1984 à 1986 et à l'université technique de Brunswick en 1987, et de 2006 à 2007 en tant que professeur suppléant à l'université de technologie de Darmstadt.

## Œuvres
Avec le bureau BJSS
- 1983 : Kunsthalle Schirn à Francfort-sur-le-Main
- 1985–1992 : Kunstmuseum à Bonn

Avec son propre bureau
- 1992–1996 : Konzerthaus Freiburg
- 1998–2001 : Chambre de commerce et d'industrie de Potsdam
- 2000 : Extension du Deutsches Schifffahrtsmuseum in Bremerhaven
- 2000 : Représentation du Land de Bade-Wurtemberg auprès du gouvernement fédéral à Berlin
- 1999–2002 : Refuge animalier de Berlin